# Tan Yunxian
Tan Yunxian (1461 – 1554) fue una médica de la era Ming, en China.
La abuela de Tan era la hija de una médica. Una razón por la que su abuelo se casó con ella fue para aprender medicina por sí mismo. Dos de los hijos de sus abuelos aprobaron el examen jinshi y llegaron a ser oficiales. Uno de estos hijos era el padre de Tan. Debido al cariño que sus abuelos tenían por ella, le transmitieron sus conocimientos médicos. Más tarde, Tan Yunxian contrajo matrimonio, tuvo cuatro hijos y practicó la medicina con mujeres. Tan vivió una vida más larga que la mayoría, falleciendo a la edad de 93 años.

## Contexto médico
La práctica médica de Tan Yunxian se centró en atender a mujeres. Inicialmente empezó por tratar a sus propios hijos, con la ayuda de su abuela para confirmar su diagnóstico. Los registros de la obra de Tan revelan treinta y uno de los casos de los pacientes que trató. Las mujeres con las que trabajó normalmente tenían dolencias crónicas, más que de enfermedades temporales. En la China Ming muchas mujeres padecían “las dolencias de las mujeres,” como irregularidades menstruales, abortos, esterilidad y fatiga postparto. Otros pacientes tuvieron enfermedades que cualquier sexo podría contraer, como tos, insomnio, erupciones cutáneas, hinchazones, diarrea o náuseas.
Tan, de forma similar a otros doctores, prescribía a menudo plantas medicinales a sus pacientes. Tan también practicó moxibustión; esto consistía en el quemado de moxa, o Artemisia seca, en puntos concretos del cuerpo, lo cual era similar a la acupuntura. Este proceso estimuló la circulación de qi. Debido a que el físico que aplicaba el moxa tenía que tocar al paciente, los doctores no podían aplicar este tratamiento en mujeres. Tan se sirvió de muchas mujeres en su práctica. Varios registros muestran las conclusiones de Tan de cómo estas mujeres a menudo trabajaban con ellas mismas, mostrando varios síntomas.
A pesar de que Tan Yunxian practicó ginecología, pediatría y obstetricia, su experiencia en otros campos estuvo limitada. Tan solo fue capaz de practicar medicina en el país entre sus amigos o conocidos. Incluso después de terminar el libro Dichos de una doctora, no tuvo la posibilidad de publicarlo. De hecho tuvo que pedir a su hijo que lo publicase por ella.

## Estatus de las médicas en la China Ming
Al contrario que sus compañeros de la antigua China, las mujeres no aprendían sus habilidades de los maestros ni tenían el propósito u objetivo de establecer sus propias clínicas tras su aprendizaje.  Para las mujeres, la formación familiar era el modelo estándar de educación. Mientras las mujeres estaban bastante especializadas en sus técnicas médicas, raramente hicieron aportaciones teóricas al campo. A diferencia de los doctores, las mujeres recibieron formación médica para asistirles a modo de “trabajo de apoyo.”